# Еко де Балкан (1885)
Вижте пояснителната страница за други значения на Еко де Балкан.
„Еко де Балкан. Балканско ехо“ (на френски: L'Echo des Balkans) е български вестник, излизал в Пловдив на френски език от втората половина на април 1885 до 5 септември 1885 година.
Вестникът е седмичник. Издател-уредник е Светослав Миларов-Сапунов. Излиза в две страници и се печата в Централна печатница - Е. Дионне.
Вестникът започва да излиза от втората половина на април 1885 година. За броеве 1-6 няма сведения. Броеве 9, 10, 12, 13 и 16 – 19 не са открити.
| Годишнина | Броеве | Дата                           |
| --------- | ------ | ------------------------------ |
| I         | 7 – 19 | 13 юни 1885 – 5 септември 1885 |

Вестникът се издава от кръг, близък до Македонското дружество на Георги Калатинов, начело с Иван Стефанов Гешов и е близък до Народната партия (Съединистка). Има за цел да защитава българските интереси в чужбина. Занимава се с обществено политически въпроси. Финансира се от Постоянния комитет. Постоянен платен сътрудник е Оскар Искандер.
Вестникът спира след Съединението от 6 септември 1885 г.